# Asmaa Allam
Pour les articles homonymes, voir Allam.
Asmaa Mahmoud Allam, née le 15 août 2000, est une karatéka égyptienne.

## Palmarès
| Année | Compétition                   | Lieu                   | Résultat | Catégorie        |
| ----- | ----------------------------- | ---------------------- | -------- | ---------------- |
| 2015  | Championnats du monde cadets  | Jakarta                | 3e       | Kata individuel  |
| 2017  | Championnats du monde juniors | Santa Cruz de Tenerife | 1re      | Kata par équipes |
| 2019  | Championnats d'Afrique        | Gaborone               | 3e       | Kata par équipes |
| 2019  | Jeux africains                | Rabat                  | 2e       | Kata par équipes |
| 2020  | Championnats d'Afrique        | Tanger                 | 2e       | Kata par équipes |
| 2021  | Championnats d'Afrique        | Le Caire               | 1re      | Kata par équipes |
| 2023  | Championnats d'Afrique        | Casablanca             | 2e       | Kata par équipes |
| 2023  | Championnats du monde         | Budapest               | 3e       | Kata par équipes |
| 2024  | Jeux africains                | Accra                  | 1re      | Kata par équipes |
| 2025  | Championnats d'Afrique        | Abuja                  | 2e       | Kata par équipes |